# 尖头织纹螺
尖头织纹螺（学名：Nassarius margaritifer）是新腹足目织纹螺科织纹螺屬的一种。尖头织纹螺原本歸Zeuxis屬（Zeuxis margaritiferus）。

## 分佈
本物種分佈於中国大陆從黃渤海至南中國海及台湾周邊海域（包括浙江與台灣之間海域）。
常栖息在潮间带。